# Gustavo Munúa
Gustavo Adolfo Munúa Vera (Montevideo, 27 de enero de 1978) es un exfutbolista y actual entrenador uruguayo. Jugaba como arquero. Actualmente sin club.

## Trayectoria

### Como jugador
A los 8 años empieza en la cantera del Nacional, cumpliendo con el deseo de jugar en el equipo de sus sueños. En el año 1994 es cedido a préstamo y con 16 años ataja en el Albion Football Club de tercera categoría. Al año regresó a Nacional, e inició su carrera como profesional en el año 1997. En ese club ganó los campeonatos uruguayos de 1998, 2000, 2001 y 2002. Además, Munúa pose el récord de valla invicta en el torneo doméstico en Nacional: 963 minutos.
En 2003 emigró al fútbol español, concretamente al Deportivo de La Coruña.
Los dos guardametas del Depor, Gustavo y Dudu Aouate, protagonizaron un incidente el 11 de enero de 2008. Para sorpresa de Aouate, Munúa le golpeó un puñetazo en el ojo, al finalizar un entrenamiento. A instancia de una denuncia realizada por el fiscal, el Juez de Betanzos (municipio donde se produjo el incidente) le condenó a seis meses de cárcel por agresión, conmutables por una multa de 3650 euros.
En 2009, tras finalizar contrato con el Deportivo de la Coruña, ficha por el Málaga CF por una temporada. Después de una buena temporada como portero del club malaguista, en la que jugó todos los partidos de Liga, el club decidió no renovarle el contrato.
El 6 de agosto de 2010 firmó con el Levante UD de la temporada 2010/11. Asentado como guardameta titular del conjunto granota, colaboraría con notable importancia en la gran campaña de la temporada 2011/12, en la que se convertirían en el equipo revelación, consiguiendo la clasificación para la Europa League.
El 28 de mayo de 2013, su carrera en el Levante UD se acaba y ficha por la A.C.F Fiorentina para las siguientes dos temporadas. El 12 de enero de 2014, su carrera en la Fiorentina se acaba y ficha por el Nacional, lo que significó su retorno al club luego de 11 años por Europa. 

### Como entrenador
En 2015 luego de ser ofrecida la dirección técnica de Nacional concretándose el 29 de junio del mismo año.
Tras no conseguir el Torneo Apertura, se dudó de su continuidad, pero siguió ya que su objetivo era la Copa Libertadores.
Clasificó a octavos de final de la misma en segundo lugar del grupo, por abajo de Rosario Central, en octavos de final superó a Corinthians, 0-0 en Montevideo, 2-2 en Brasil. 
En Cuartos de final al igualar 1-1 en Montevideo y en Buenos Aires frente a Boca, perdió en la definición por penales.
Asombro a todos ya que le jugaba de igual a igual a cualquier equipo, luego de perder en cuartos, el equipo cayo anímicamente no pudiendo ganar en algunos partidos del torneo Uruguayo. El presidente José Luis Rodríguez, luego de cambiar su postura frente a la continuidad de Munúa (por perder algunos partidos del torneo uruguayo) Decidió sacarle el apoyo, a última hora de la noche del Domingo 5 de junio de 2016, presentó su renuncia.
Para la temporada 2017 asume las riendas del equipo ecuatoriano Liga de Quito, dejándolo en zona de descenso con tan solo 1 victoria, 10 empates, y 9 derrotas en el campeonato nacional (1 victoria y 1 empate en Copa Sudamericana). Renunció luego terminó de la goleada de Delfín 4-1 luego de una pésima presentación en la cancha, saliendo del equipo universitario el 4 de julio de 2017. Para colmo, el 5 de julio Liga de Quito jugó por campeonato nacional contra la Universidad Católica, siendo victoria  1-0 a favor de los centrales de la mano del exjugador Franklin "El Mago" Salas.
El 7 de noviembre de 2017 se convirtió en entrenador del Real Club Deportivo Fabril, equipo filial del Real Club Deportivo de La Coruña, del ascenso español.
En julio de 2018 se convierte en entrenador del FC Cartagena al que entrenaría hasta diciembre de 2019. En temporada y media el entrenador uruguayo conseguiría clasificar en segunda posición al equipo cartagenero durante la temporada 2018-19 en el Grupo IV de la Segunda División B y caer en play-offs de ascenso frente a la SD Ponferradina, además de conseguir llevar en primera posición al equipo cartagenero durante la primera vuelta de la temporada 2019-20.
Luego de su paso por España, volvió a su país para ser el técnico de Nacional. En enero de 2020 se convirtió nuevamente en entrenador del equipo en el que ya había estado como técnico en la campaña 2015/2016. El 15 de octubre de 2020, fue destituido como técnico del Bolso, tras caer en la final del torneo Apertura ante el CA Rentistas.
El 28 de septiembre de 2021, fue presentado oficialmente como entrenador del Club Atlético Unión de la Primera División de Argentina. En su primera experiencia en el país, logró que el equipo se clasifique a la Copa Sudamericana. El 4 de abril de 2023, dejó su cargo por decisión de la dirigencia del club luego de una serie de malos resultados en el torneo local.
El 1 de julio de 2023, firmó como entrenador del Real Murcia de la Primera Federación de España. El 8 de noviembre de 2023, fue destituido como entrenador del conjunto grana.
En junio de 2024, fue anunciado como entrenador de Banfield hasta diciembre de 2025.Sin embargo, el 13 de noviembre, fue despedido de su cargo por decisión de la nueva dirigencia del club.

## Selección uruguaya
Jugó el campeonato mundial juvenil sub-20 de 1997 en Malasia donde Uruguay fue subcampeón detrás de Argentina bajo la dirección técnica de Víctor Púa.
La selección de Chile, que sí clasificó para el mundial de ese año, organizó un partido "despedida" de su público en Santiago de Chile previo al mundial. El rival elegido fue Uruguay y se armó una selección dirigida por Víctor Púa y que en la convocatoria mezcló a jugadores de experiencia con varios de los juveniles vicecampeones mundiales el año anterior. Fue el único partido disputado por la selección mayor en ese año y fue el debut de Gustavo Munúa en el arco de la selección mayor.
Fue el portero titular en la Copa América de 2001 en Colombia (Uruguay obtuvo el 4° puesto), jugó un partido de la Eliminatoria previa al mundial de 2002 y empezó como titular en la Eliminatoria previa al mundial de 2006, pero cuando se produjo el cambio de técnico y asumió Jorge Fossati, y luego que los dos primeros partidos terminaron con goleadas en contra, Munúa no volvió más al arco Celeste.

### Participaciones en Copa América
| Copa              | Sede     | Resultado    |
| ----------------- | -------- | ------------ |
| Copa América 2001 | Colombia | Cuarto lugar |

### Participaciones en Copas del Mundo
| Mund                     | Sede                  | Resultado ganador |
| ------------------------ | --------------------- | ----------------- |
| Copa Mundial Sub-20 1997 | Malasia               | Subcampeón        |
| Copa Mundial 2002        | Corea del Sur y Japón | Fase de grupos    |

### Detalles de sus participaciones
El 13 de agosto de 2002 Munúa participó en un partido en que Uruguay le ganó 4-0 a Camerún. No está contabilizado en esta lista porque el equipo camerunés no era la selección mayor de ese país.
| Partidos | Partidos       | Partidos | Partidos | Partidos               | Partidos                               | Partidos          | Partidos                  | Partidos                              |
|          | Rival          | Res.     | Fecha    | Lugar                  | Motivo                                 | Entrenador        | Equipo                    | Observaciones                         |
| -------- | -------------- | -------- | -------- | ---------------------- | -------------------------------------- | ----------------- | ------------------------- | ------------------------------------- |
| 1        | Chile          | 2-2      | 24/05/98 | Santiago de Chile      | Amistoso                               | Víctor Púa        | Nacional                  |                                       |
| 2        | Hungría        | 2-0      | 17/02/00 | Maldonado, Uruguay     | Amistoso                               | Daniel Passarella | Nacional                  |                                       |
| 3        | Bolivia        | 1-0      | 13/07/01 | Medellín, Colombia     | Copa América, grupo C                  | Víctor Púa        | Nacional                  |                                       |
| 4        | Costa Rica     | 1-1      | 16/07/01 | Armenia, Colombia      | Copa América, grupo C                  | Víctor Púa        | Nacional                  |                                       |
| 5        | Costa Rica     | 2-1      | 22/07/01 | Armenia, Colombia      | Copa América, cuartos de final         | Víctor Púa        | Nacional                  |                                       |
| 6        | México         | 1-2      | 25/07/01 | Pereira, Colombia      | Copa América, semifinal                | Víctor Púa        | Nacional                  |                                       |
| 7        | Colombia       | 1-1      | 07/10/01 | Montevideo, Uruguay    | Eliminatoria C. del Mundo (16.ª fecha) | Víctor Púa        | Nacional                  |                                       |
| 8        | Italia         | 1-1      | 17/04/02 | Milán, Italia          | Amistoso                               | Víctor Púa        | Nacional                  | Ingresó a los 62' por Fabián Carini   |
| 9        | Estados Unidos | 1-2      | 12/05/02 | Washington, EE. UU.    | Amistoso                               | Víctor Púa        | Nacional                  |                                       |
| 10       | Venezuela      | 0-1      | 20/11/02 | Caracas, Venezuela     | Amistoso                               | Jorge Da Silva    | Nacional                  |                                       |
| 11       | Corea del Sur  | 2-0      | 08/07/03 | Seúl, Corea del Sur    | Amistoso                               | Juan R. Carrasco  | Nacional                  |                                       |
| 12       | Perú           | 1-0      | 30/07/03 | Montevideo, Uruguay    | Amistoso                               | Juan R. Carrasco  | Nacional                  |                                       |
| 13       | Irak           | 5-2      | 15/08/03 | Teherán, Irán          | Amistoso                               | Juan R. Carrasco  | Nacional                  | Sustituido a los 75' por Luis Barbat. |
| 14       | Argentina      | 2-3      | 20/08/03 | Florencia, Italia      | Amistoso                               | Juan R. Carrasco  | Nacional                  |                                       |
| 15       | Bolivia        | 5-0      | 07/09/03 | Montevideo, Uruguay    | Eliminatoria C. del Mundo (1.ª fecha)  | Juan R. Carrasco  | Deportivo La Coruña - ESP |                                       |
| 16       | Paraguay       | 1-4      | 10/09/03 | Asunción, Paraguay     | Eliminatoria C. del Mundo (2ª fecha)   | Juan R. Carrasco  | Deportivo La Coruña - ESP |                                       |
| 17       | Chile          | 2-1      | 15/11/03 | Montevideo, Uruguay    | Eliminatoria C. del Mundo (3ª fecha)   | Juan R. Carrasco  | Deportivo La Coruña - ESP |                                       |
| 18       | Brasil         | 3-3      | 19/11/03 | Curitiba, Brasil       | Eliminatoria C. del Mundo (4ª fecha)   | Juan R. Carrasco  | Deportivo La Coruña - ESP |                                       |
| 19       | Jamaica        | 0-2      | 18/02/04 | Kingston, Jamaica      | Amistoso                               | Juan R. Carrasco  | Deportivo La Coruña - ESP | Sustituido a los 46' por Luis Barbat. |
| 20       | Venezuela      | 0-3      | 31/03/04 | Montevideo, Uruguay    | Eliminatoria C. del Mundo (5ª fecha)   | Juan R. Carrasco  | Deportivo La Coruña - ESP |                                       |
| 21       | Perú           | 1-3      | 01/06/04 | Montevideo, Uruguay    | Eliminatoria C. del Mundo (6ª fecha)   | Jorge Fossati     | Deportivo La Coruña - ESP |                                       |
| 22       | Colombia       | 0-5      | 06/06/04 | Barranquilla, Colombia | Eliminatoria C. del Mundo (7ª fecha)   | Jorge Fossati     | Deportivo La Coruña - ESP |                                       |

### Resumen de su participación
De los 22 partidos en los que participó Gustavo Munúa, Uruguay ganó 8 (36,4%), empató 5 (22,7%) y perdió 9 (40,9%).
De esos 22, 10 fueron amistosos (4-2-4) y 12 oficiales. De los oficiales ganó 4 (33,3%), empató 3 (25%) y perdió 5 (41,7%).
Los partidos oficiales se dividen en: 4 por Copa América y 8 por Eliminatorias de Copa del Mundo. Ingresó desde el banco de suplentes en una oportunidad (en lugar de Fabián Carini) y en el resto de sus presencias fue titular. Fue sustituido en 2 oportunidades.

## Clubes y estadísticas

### Como jugador
| Club                         | Div           | Temporada     | Liga  | Liga  | Copas nacionales(1) | Copas nacionales(1) | Torneos internacionales(2) | Torneos internacionales(2) | Total | Total |
| Club                         | Div           | Temporada     | Part. | Goles | Part.               | Goles               | Part.                      | Goles                      | Part. | Goles |
| ---------------------------- | ------------- | ------------- | ----- | ----- | ------------------- | ------------------- | -------------------------- | -------------------------- | ----- | ----- |
| Nacional · Uruguay           |               |               |       |       |                     |                     |                            |                            |       |       |
| 1.ª                          | 1997          | 3             | ?     | ?     | ?                   | 1                   | 0                          | ?                          | ?     |       |
| 1.ª                          | 1998          | ?             | ?     | ?     | ?                   | 8                   | 17                         | ?                          | ?     |       |
| 1.ª                          | 1999          | ?             | ?     | ?     | ?                   | 0                   | 0                          | ?                          | ?     |       |
| 1.ª                          | 2000          | 26            | ?     | ?     | ?                   | 1                   | 2                          | ?                          | ?     |       |
| 1.ª                          | 2001          | 23            | ?     | ?     | ?                   | 1                   | 1                          | ?                          | ?     |       |
| 1.ª                          | 2002          | 11            | ?     | ?     | ?                   | 10                  | 4                          | ?                          | ?     |       |
| 1.ª                          | 2003          | ?             | ?     | ?     | ?                   | 8                   | 16                         | ?                          | ?     |       |
| Total club                   | Total club    | ?             | ?     | ?     | ?                   | 29                  | 40                         | 102                        | ?     |       |
| Deportivo La Coruña · España |               |               |       |       |                     |                     |                            |                            |       |       |
| 1.ª                          |               |               |       |       |                     |                     |                            |                            |       |       |
| 2003-04                      | 0             | 0             | 0     | 0     | 1                   | 3                   | 1                          | 3                          |       |       |
| 2004-05                      | 10            | 11            | 0     | 0     | 2                   | 5                   | 12                         | 16                         |       |       |
| 2005-06                      | 0             | 0             | 0     | 0     | 0                   | 0                   | 0                          | 0                          |       |       |
| 2006-07                      | 0             | 0             | 4     | -     | 0                   | 0                   | 4                          | -                          |       |       |
| 2007-08                      | 4             | 6             | 2     | 3     | 0                   | 0                   | 6                          | 9                          |       |       |
| 2008-09                      | 1             | 1             | 0     | 0     | 0                   | 0                   | 1                          | 1                          |       |       |
| Total club                   | Total club    | 15            | 18    | 6     | 3                   | 2                   | 8                          | 24                         | 29    |       |
| Málaga · España              |               |               |       |       |                     |                     |                            |                            |       |       |
| 1.ª                          |               |               |       |       |                     |                     |                            |                            |       |       |
| 2009-10                      | 38            | 48            | 0     | 0     | 0                   | 0                   | 38                         | 48                         |       |       |
| Total club                   | Total club    | 38            | 48    | 0     | 0                   | 0                   | 0                          | 38                         | 48    |       |
| Levante · España             |               |               |       |       |                     |                     |                            |                            |       |       |
| 1.ª                          |               |               |       |       |                     |                     |                            |                            |       |       |
| 2010-11                      | 20            | 27            | 4     | 12    | 0                   | 0                   | 24                         | 39                         |       |       |
| 2011-12                      | 37            | 50            | 2     | 4     | 0                   | 0                   | 39                         | 54                         |       |       |
| 2012-13                      | 29            | 47            | 0     | 0     | 0                   | 0                   | 29                         | 47                         |       |       |
| Total club                   | Total club    | 86            | 124   | 6     | 16                  | 0                   | 0                          | 92                         | 140   |       |
| Fiorentina · Italia          |               |               |       |       |                     |                     |                            |                            |       |       |
| 1.ª                          |               |               |       |       |                     |                     |                            |                            |       |       |
| 2013-14                      | 0             | 0             | 0     | 0     | 2                   | 1                   | 2                          | 1                          |       |       |
| Total club                   | Total club    | 0             | 0     | 0     | 0                   | 2                   | 1                          | 2                          | 1     |       |
| Nacional · Uruguay           |               |               |       |       |                     |                     |                            |                            |       |       |
| 1.ª                          |               |               |       |       |                     |                     |                            |                            |       |       |
| 2013-14                      | 15            | 18            | 0     | 0     | 5                   | 7                   | 20                         | 25                         |       |       |
| 2014-15                      | 15            | 7             | 0     | 0     | 2                   | 2                   | 17                         | 9                          |       |       |
| Total club                   | Total club    | 30            | 25    | 0     | 0                   | 7                   | 9                          | 37                         | 34    |       |
| Total carrera                | Total carrera | Total carrera | 169   | 215   | 12                  | 19                  | 11                         | 18                         | 295   | 252   |

### Como entrenador
| Club             | País      | Año       | PJ  | PG  | PE | PP | Efectividad |
| ---------------- | --------- | --------- | --- | --- | -- | -- | ----------- |
| Nacional         | Uruguay   | 2015-2016 | 44  | 20  | 14 | 10 | 56.06%      |
| Liga de Quito    | Ecuador   | 2017      | 22  | 2   | 11 | 9  | 25.76%      |
| Deportivo Fabril | España    | 2017-2018 | 27  | 13  | 5  | 9  | 54.32%      |
| Cartagena        | España    | 2018-2019 | 63  | 36  | 15 | 12 | 65.08%      |
| Nacional         | Uruguay   | 2020      | 22  | 11  | 7  | 4  | 60.61%      |
| Unión            | Argentina | 2021-2023 | 72  | 23  | 19 | 30 | 40.74%      |
| Real Murcia      | España    | 2023      | 12  | 5   | 2  | 5  | 47.23%      |
| Banfield         | Argentina | 2024      | 18  | 4   | 7  | 7  | 35.18%      |
| Total            | Total     | Total     | 280 | 114 | 80 | 86 | 50.23%      |

## Palmarés

### Torneos nacionales
| Título                    | Club     | País    | Año     |
| ------------------------- | -------- | ------- | ------- |
| Primera División          | Nacional | Uruguay | 1998    |
| Liguilla Pre-Libertadores | Nacional | Uruguay | 1999    |
| Primera División (2)      | Nacional | Uruguay | 2000    |
| Primera División (3)      | Nacional | Uruguay | 2001    |
| Primera División (4)      | Nacional | Uruguay | 2002    |
| Torneo Apertura           | Nacional | Uruguay | 2014    |
| Primera División (5)      | Nacional | Uruguay | 2014-15 |